# Marimekko

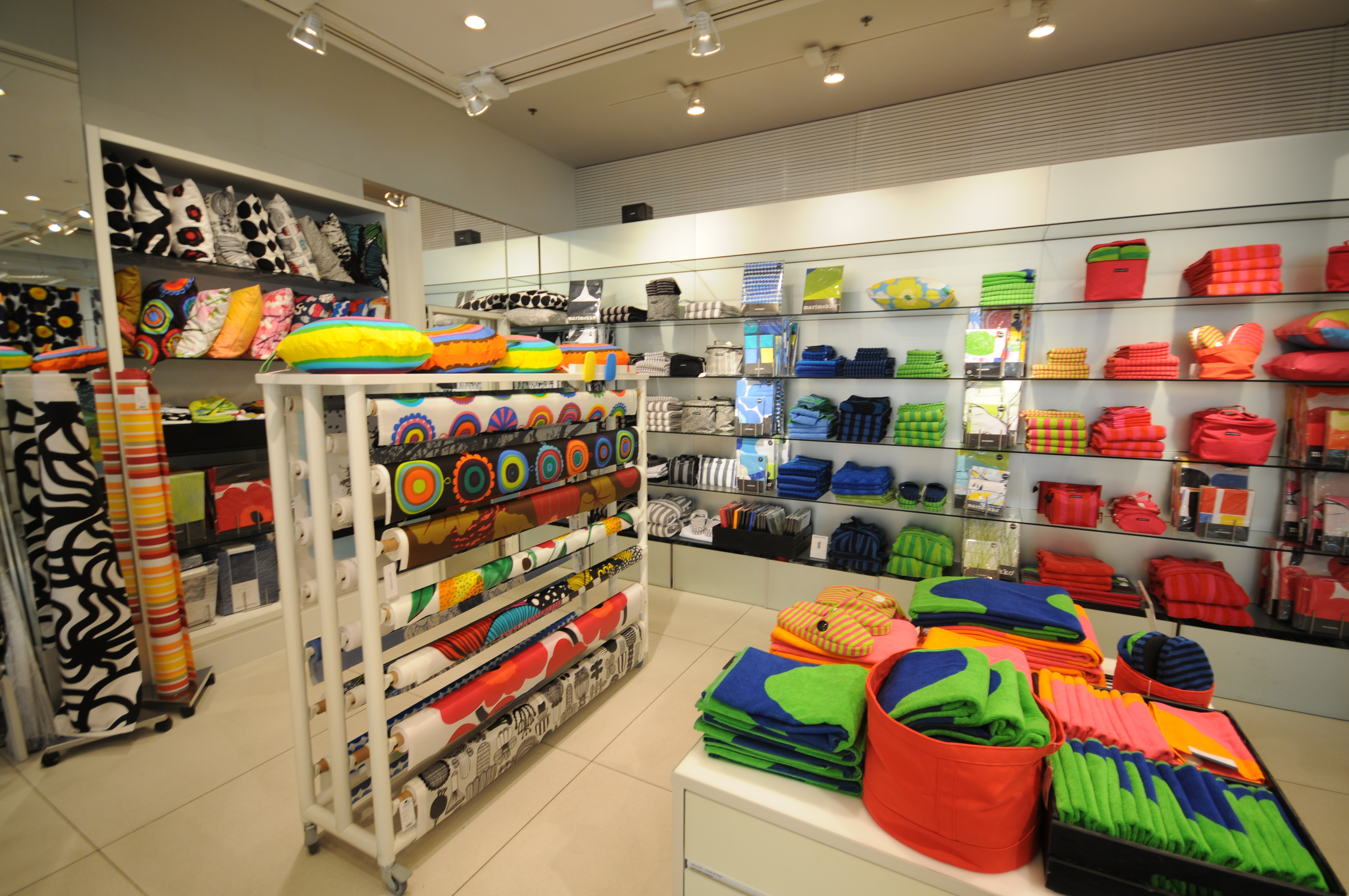
Marimekko, Helsinki

A Marimekko egy Finnországban alapított, 20. századi designcég. Háztartási textilekkel, ruhákkal, kiegészítőkkel foglalkozik. Termékei világszerte elérhetők.

## Történet
A Marimekko története 1949-ig nyúlik vissza. Ekkor alapította Viljo Ratia a textilekkel foglalkozó Printex céget. Viljo Ratia feleségének, Armi Ratiának javaslatára bíztak meg fiatal művészeket, hogy tervezzenek új, merész mintájú termékeket. A vásárlók kedvelték az új stílust, azonban nem tudták mire használni a szöveteket. Ekkor alapították meg a Marimekkot, mely egy külön ruhakollekcióval jelentkezett. A kollekciót Riitta Immonen tervezte, bemutatására 1951-ben került sor Helsinkiben.
- 1949 Maija Isola megtervezte első nyomott mintás termékeit a Printexnek. Majd a Marimekko legfőbb designereként dolgozott 1987-ig. Népszerű munkái közül 1964 óta a pipacsminta a legismertebb.
- 1951. május 25-én a Marimekko cég hivatalosan is létrejön.
- 1952 Megnyitották az első boltot.
- 1953 Vukko Nurmesniemi csatlakozott a céghez. Ruhákat és belsőépítészeti szöveteket tervezett. Nagy szerepet játszott a Marimekko egyedi stílusának kialakításában, fejlődésében. Tőle származnak a csíkos Piccolo termékek, és a csíkos Jokapoika ’Minden fiú’ ingek, melyeket még ma is gyártanak.
- 1954 Helge Mether-Borgström megalkotta a Marimekko logóját.
- 1956 Megkezdődött a termékek exportálása. Nemzetközi sikert az 1958-as Brüsszeli Világkiállításon való részvétel hozott, továbbá egy stockholmi Marimekko kiállítás.
- 1960 A kezdeti évek után az 1960-as évek jelentettek áttörést. 1960. december 26-án, az amerikai elnökválasztás idején John F. Kennedy és felesége megjelentek a Sports Illustrated magazin címlapján. Jacqueline Kennedy Marimekko ruhát viselt. A Marimekko ismeretsége ezáltal is nőtt.
- 1965 Már 400 alkalmazottat tartott számon a cég.
- 1985 Armi Ratia 1979-es halála után a cég 1985-ben egy finn sportszergyártó cég kezébe került.
- Az 1990-es évek elején a csőd szélére kerültek. Végül Kristi Paakkanen vette meg, és szervezte át a céget.
- A 2000-es években a fejlődés folyamatos. 2006-ban újra 400 dolgozóval rendelkeznek. 2007-től Mika Ihamoutila a cég vezetője.

## Termékek
Adidas kollekcióban is megtalálható.

### Ruházat, táskák
A Marimekko rendkívül jó minőségű, ezáltal magasabb árkategóriájú termékeket forgalmaz. Minden korcsoport számára, minden alkalomra kínál ruhákat. Szezonális termékei mellett megtalálhatóak a mindig elérhető klasszikusok. A tervezők különböző korszakokból és kultúrákból merítik ötleteiket.
A táskakollekció termékei összhangban állnak a ruházati, és lakásdekorációs termékekkel is. A kollekcióban színes, mintás esernyők is megtalálhatóak.

### Lakásdekoráció
Legfőbb lakberendezési termékei a nyomott mintás pamut- és vászonszövetek. A kollekció tartalmaz késztermékeket is, pl. konyhai felszerelés, asztalterítők, ágyneműk, vagy fürdőszobai textilek. Itt is megtalálhatók a szezonális és klasszikus termékek.
Változatos minták jellemzik a Marimekko textileket. A lakásdekorációs kollekciók létrehozásánál is ügyelnek rá, hogy azokat egyértelműen a Marimekko márkához tudjuk kötni.
Fő témájuk a természet, a tervezők merész és jellegzetes módon valósítják meg ötleteiket.

## Üzletek
Finnországban a Marimekko termékei megtalálhatók áruházakban, de kisebb boltokban is. A márkaboltok mellett más boltok is forgalmaznak egyes termékeket. Jelenleg 55 Marimekko márkabolt található világszerte, ebből 30 Finnországon kívül. Többek között Stockholmban, Londonban, Frankfurtban, Grazban, New Yorkban. A termékeket 40 országba exportálják. Azonban gyártás is folyik más országokban.

### Magyarországi előfordulás
Magyarországon önálló Marimekko márkabolt nincs, legközelebb Ausztriában, Grazban találkozhatunk vele. Egyes termékei azonban itthon is elérhetők. Textíliákat pl. a Scandesign forgalmaz. Ruhákat a H&M forgalmazott egy 50 darabos, 2008-as tavaszi-nyári kollekció keretén belül. A jellegzetes Marimekko pipacsminta visszaköszön az AVON 2009. márciusi kollekciójában is. A céggel közösen tervezett minták szempillaspirál csomagolását, szemhéjfestéket, púdert díszítenek.

## Külső hivatkozások
- http://www.marimekko.com